# 柴文顯
柴文顯（1404年—1449年），字道明，嚴州人。明朝官員、同進士出身。

## 生平
浙江鄉試第三十三名。正統十年（1445年）乙丑科會試第六十名，殿試登進士第三甲第六十七名，授監察御史，巡按福建。正統十三年（1448年），福建鄧茂七叛亂，各處部隊戰事不佳，朝廷責問時，都指揮鄧安等歸罪于柳華。當時太監王振急於殺朝廷官員以增加威懾，命逮捕柳華。彼時柳華已出任山東按察使副使，聽到命令后，喝藥而亡。而御史汪澄、柴文顯亦因此連坐得罪。之後因其當初下止兵令，坐失清剿民變良機，於次年（1449年）五月被施磔刑，籍其家。

## 家族
曾祖父柴桂。祖父柴仲真。父亲柴原亨。